# Marussia B2
La Marussia Sèrie B va ser una sèrie de cotxes esportius construïts pel fabricant d'automòbils rus Marussia Motors (pronunciat ma-rus-ya) des de l'any 2009. La sèrie consta de la B1 i la B2; els cotxes són tècnicament similars però tenen un disseny molt diferent. Els dos vehicles tenien els mateixos motors, disseny, característiques, suspensió i frens. Amb un preu de més de 4.000.000 de rubles (de 120.000 € a 185.000 €), van ser els primers supercotxes russos que s'han construït. Comptava amb un cotxe complet de fibra de carboni amb xassís d'alumini. S'havia previst construir unes 3.500 unitats.

## Model B1

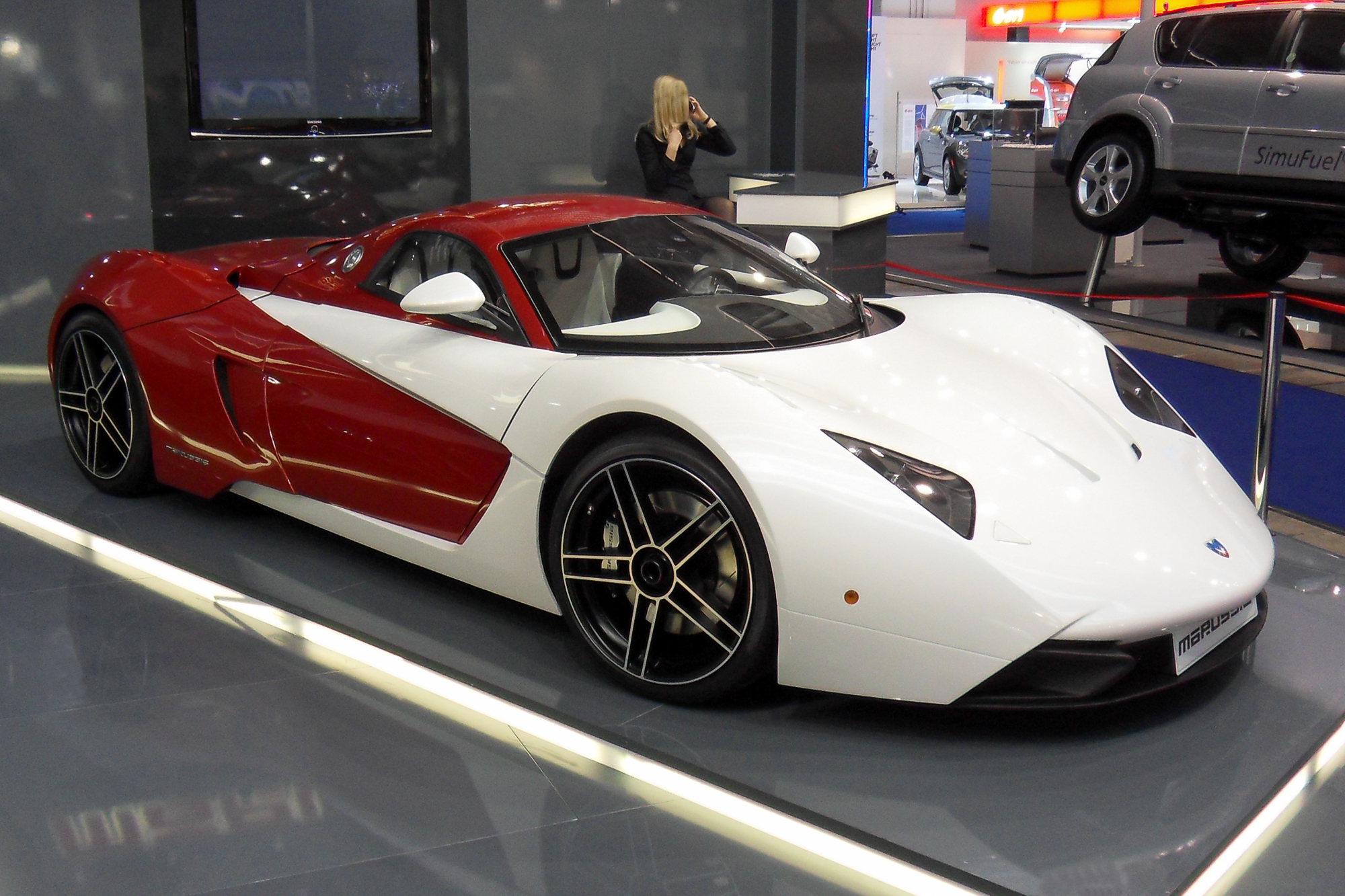
B1 a l'IAA Alemanya
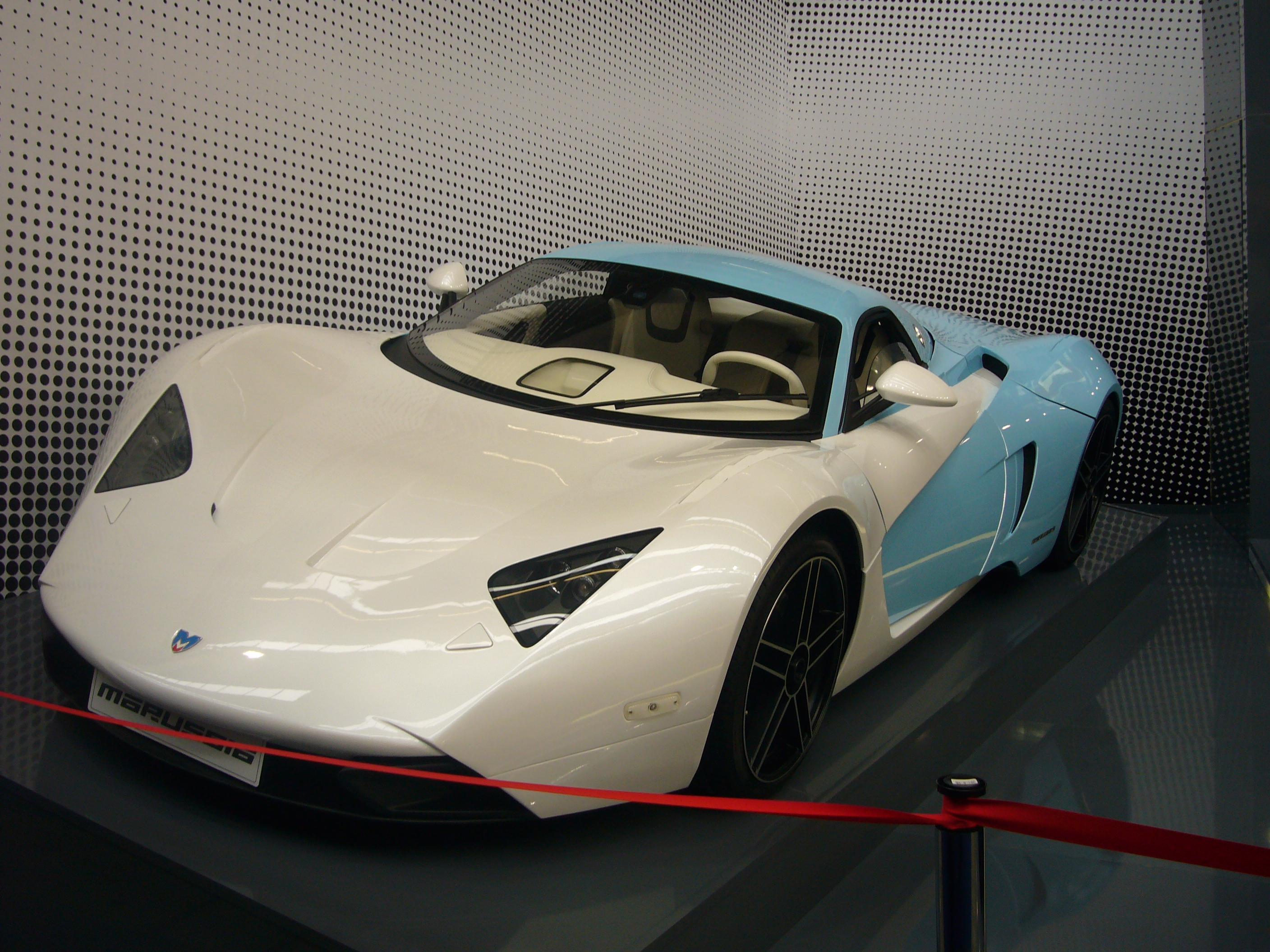
B1 a l'IAA Alemanya
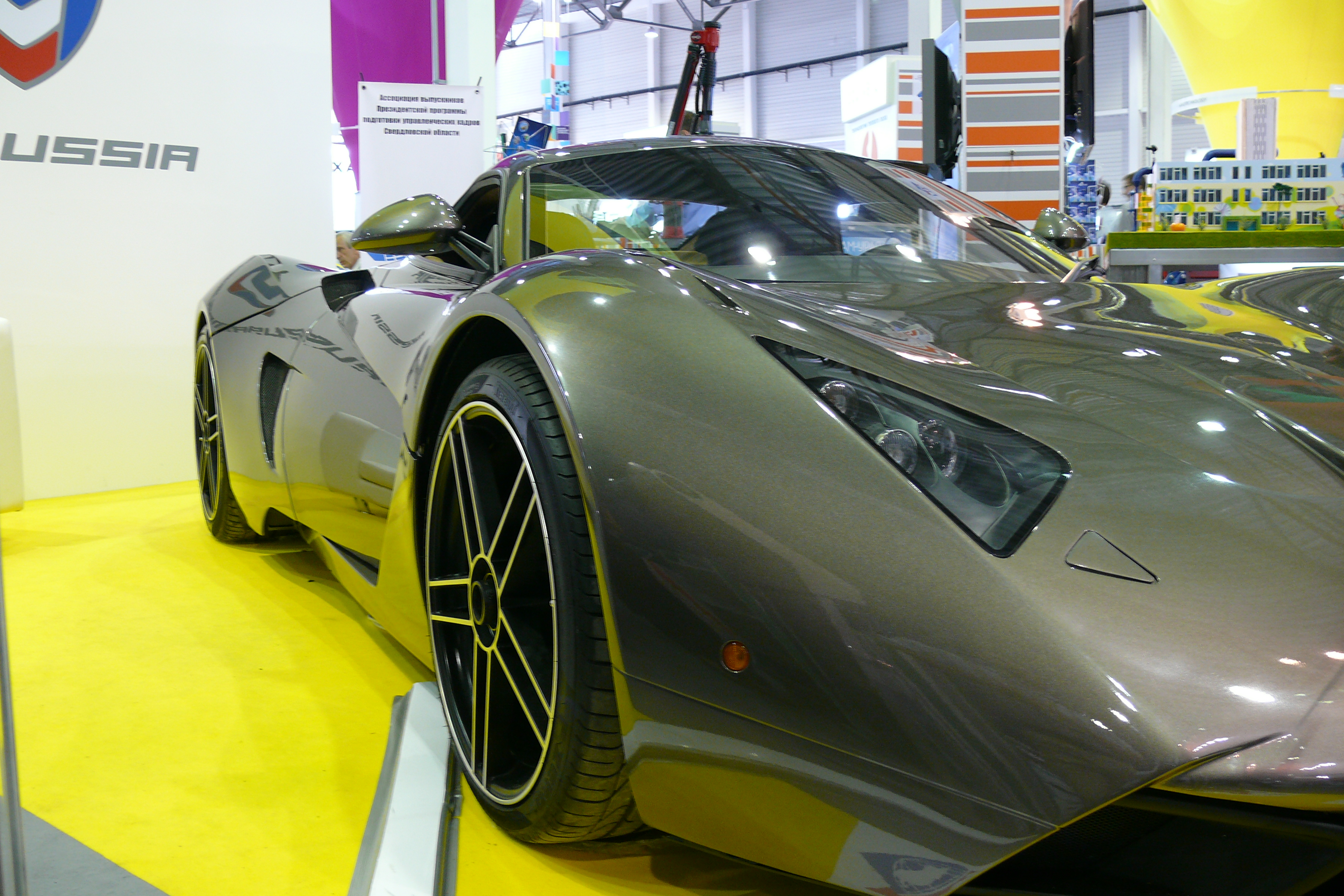
Detall del far B1 a l'Innoprom
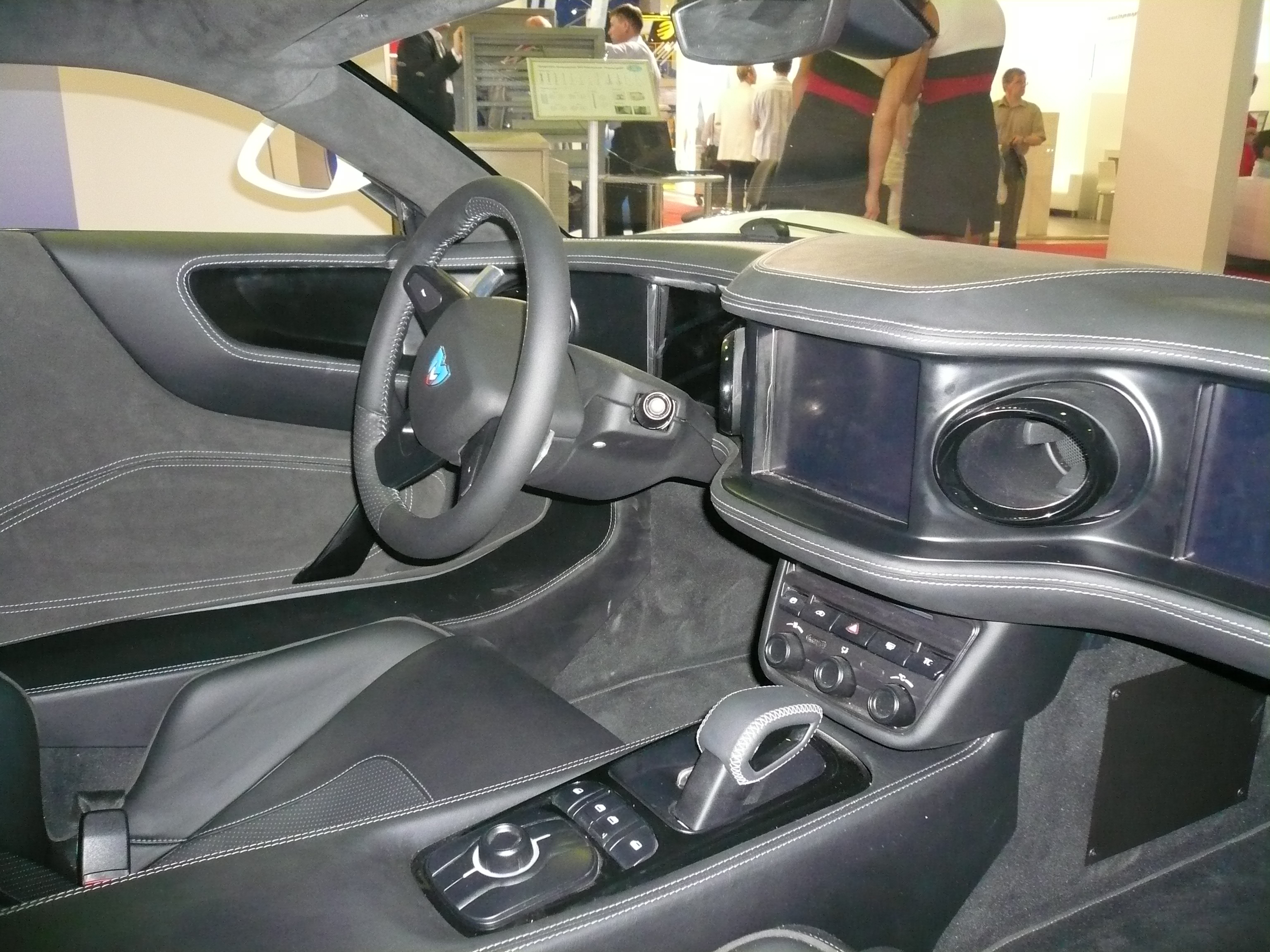
L'interior de la B1

El B1 va ser el primer cotxe de la sèrie i el primer cotxe produït per Marussia Motors. El xassís es va construir amb un disseny semi-monocasc d'alumini i els motors van ser produïts per l'empresa d'enginyeria britànica Cosworth. Marussia havia planejat produir només 2999 unitats B1. La potència del motor és de 360 o 420 hp (268 o 313 kW), la velocitat màxima és de 305 km/h i accelera de 0 a 100 km/h en 3,2 segons.

## Model B2

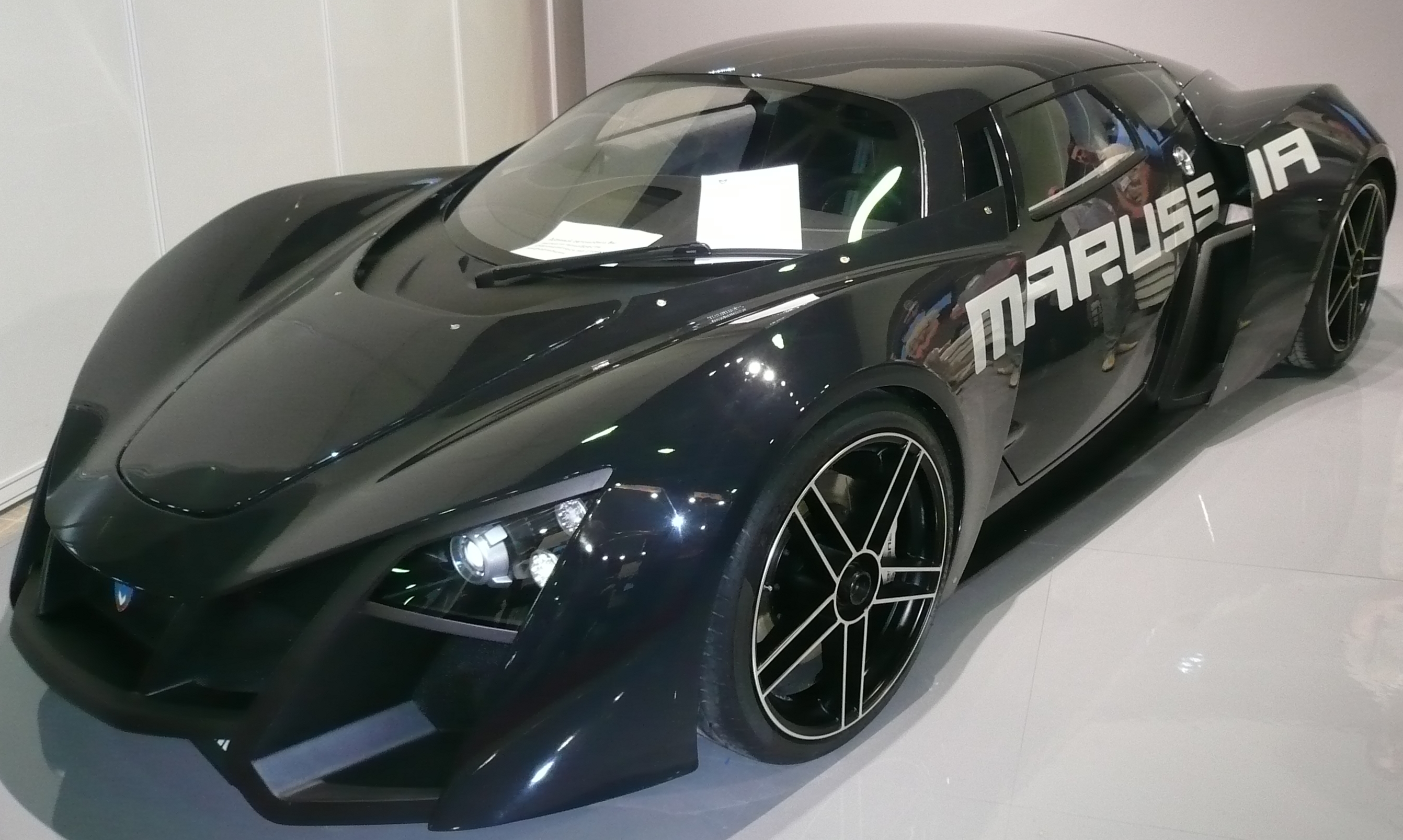
B2 a l'exposició de Moscou
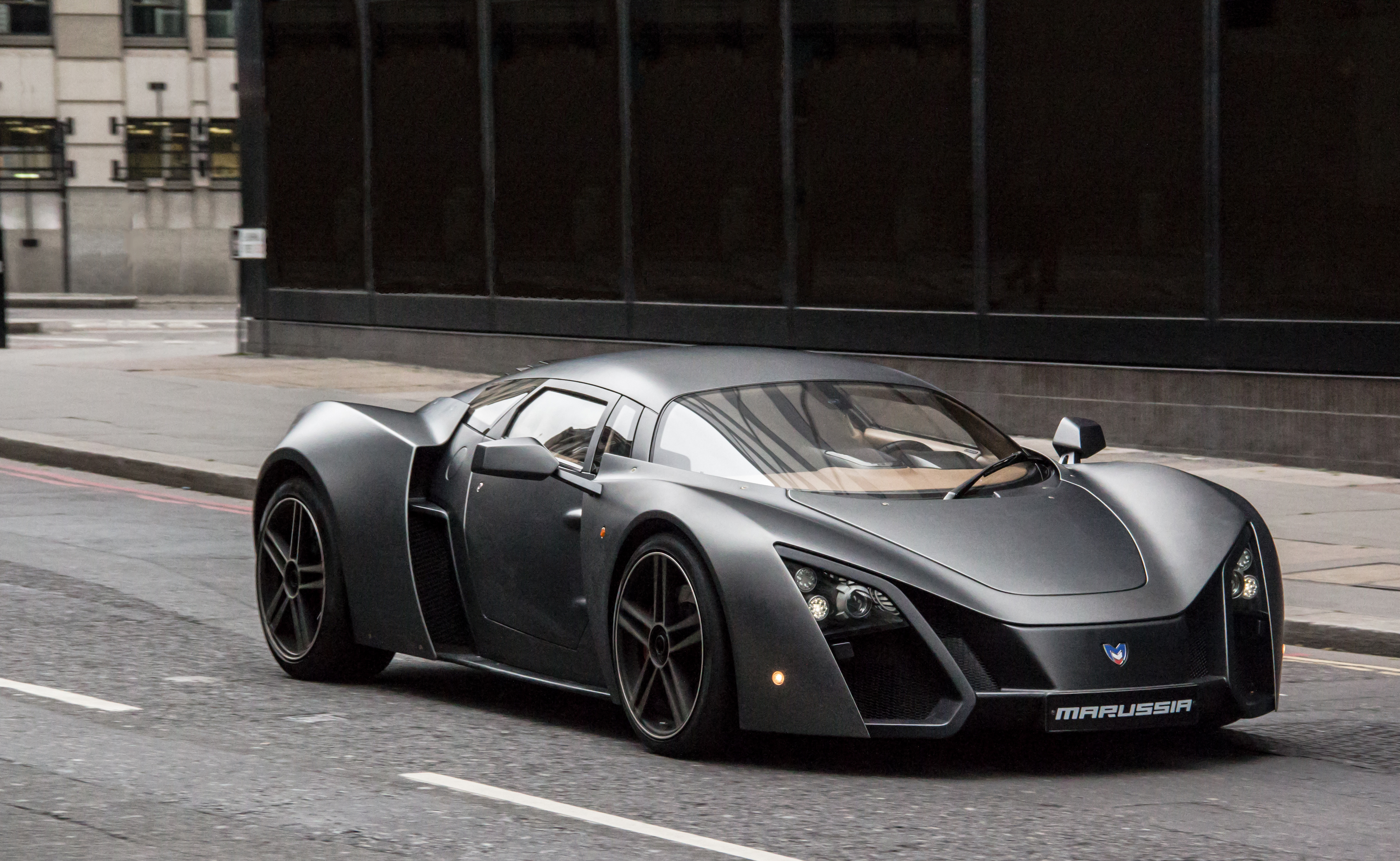
B2 als carrers de Londres
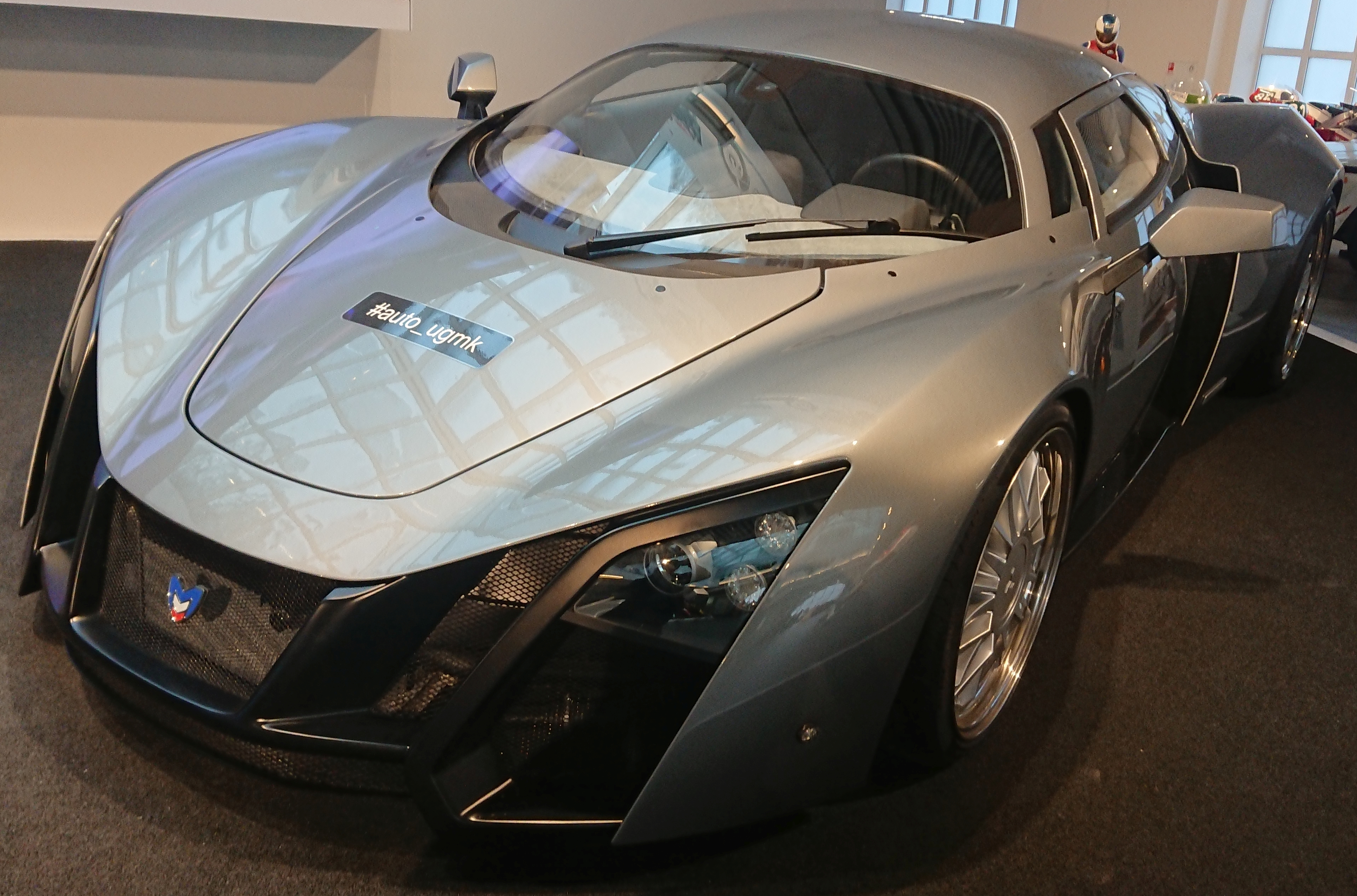
B2 al Museu de l'UMMC
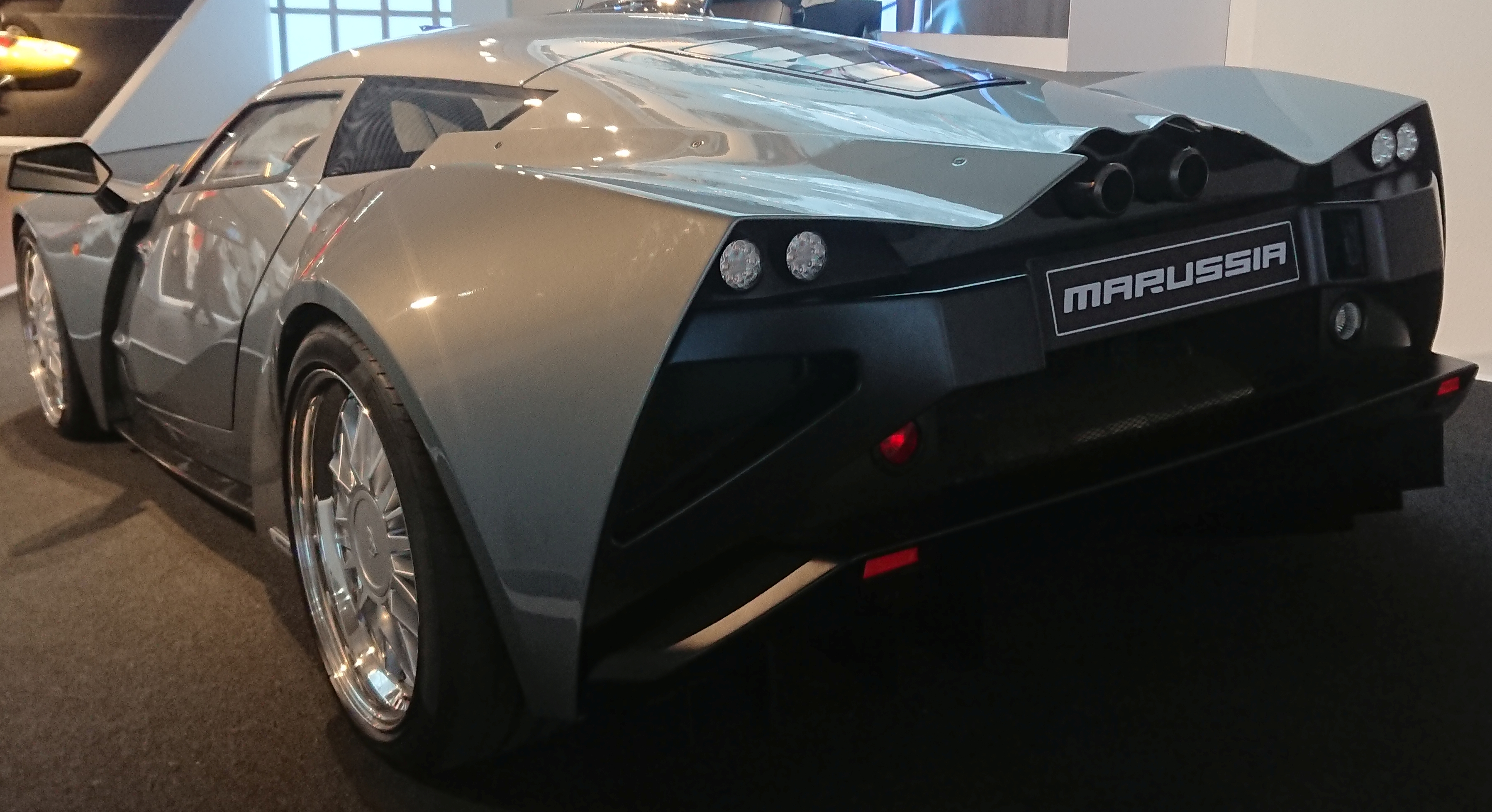
La part posterior del B2

El B2 és el successor del B1, mostrat per primera vegada al públic al Saló de l'Automòbil de Frankfurt de 2009. Les diferències entre la B1 i la B2 són només estètiques; el B2 ofereix un disseny nou i més avantatjós i un interior nou, gairebé de l'era espacial. El pla pretenia donar al cotxe un aspecte més agressiu. Algunes característiques del disseny inclouen ressaltar la graella i les preses en negre per contrastar-les amb el color de la carrosseria del cotxe i emfatitzar alguns dels elements geomètrics del cotxe, així com l'estil de la cara del cotxe amb la forma de la M del logotip de Marussia Motors. Va utilitzar principalment peces dels cotxes europeus més barats que són petits i ultrapetits, excepte el motor d'Opel. L'empresa esperava obtenir-ne una bona potència, de la manera següent: La potència del motor és 420 hp (313 kW), la velocitat màxima és de 310 km/h (193 mph) i acceleració de 0 a 100 km/h en 3,8 segons.
El B2 va aparèixer a Need for Speed: Most Wanted el 2012, Need for Speed Rivals i Asphalt 8: Airborne el 2013. El 2014, el cotxe també es va presentar a Driveclub com a vehicle jugable i a la portada oficial de l'exclusiva de PlayStation 4.
El març de 2012, un fabricant finlandès contractat d'automòbils especials, Valmet Automotive, i Marussia Motors van signar un acord per a la producció de cotxes esportius Marussia B2 a la fàbrica d'automòbils de Valmet a Uusikaupunki, Finlàndia. Marussia només va crear 500 unitats d'aquest model, tal com estava previst des del principi i menys de 12 mesos després de sortir al mercat, totes les unitats ja s'havien encarregat.